# Момот гостродзьобий
Момот гостродзьобий (Electron carinatum) — вид сиворакшоподібних птахів родини момотових (Momotidae).

## Поширення
Вид поширений у Центральній Америці. Трапляється на півдні Мексики, в Белізі, Гватемалі, Гондурасі, Нікарагуа та Коста-Риці.

## Опис
Птах завдовжки 31-38 см, вагою до 68 г. Тіло струнке. Лапи тонкі і короткі. Дзьоб потужний і з зазубринами, чорного кольору. Оперення верхньої частини тіла зеленого забарвлення, нижньої — коричнево-оливкового. Лоб червонувато-коричневий, лицьова маска чорна, над оком проходить синя смужка. Підборіддя бірюзове, на грудях є чорна пляма. Довгий хвіст закінчується парою «прапорців». Дзьоб довгий, широкий і трохи зубчастий.

## Спосіб життя
Живе під пологом дощового лісу. Живиться комахами, дрібними хребетними, рідше дрібними плодами. Гнізда облаштовує у дуплах дерев.